# 紅身三角波魚
紅身三角波魚(学名：Trigonostigma somphongsi），又稱紅身波魚，為輻鰭魚綱鯉形目鿕科的其中一個種，原產亞洲泰國眉隆流域，被IUCN列為極危保育類動物，本魚體近菱形，體中央有一條黑色縱帶，體色呈紅色，腹部銀白色，背部鐵灰色，體長可達10.5公分，棲息在水生植物生長茂密的池塘、沼澤和溼地，水質弱酸性且呈單寧色，以小昆蟲、蠕蟲、甲殼類動物和其他浮游動物為食，生活習性不明，為高經濟價值的觀賞魚，飼養時裝飾水生植物以及提供遮蔽的枯木、枯葉，容易餵養，可以提供小型活食和冷凍食物，如紅蟲、水蚤和豐年蟲，以及優質的乾片和顆粒。